# Las cartas boca abajo
Las cartas boca abajo es una obra de teatro en dos actos y cuatro cuadros escrita por Antonio Buero Vallejo y estrenada en el Teatro Reina Victoria de Madrid  el 5 de noviembre de 1957. La trama desemboca en un final sorprendente donde se vuelcan las cartas a las que alude el título. Injustamente tratada y preterida con respecto a otros textos buerianos, este drama donde la mediocridad es un personaje más del texto revela una complejidad psicológica que combina excelentemente con el realismo de la situación.

## Sinopsis
La obra refleja las relaciones y tensiones que se viven en el seno de una familia formada por los hermanos Mauro, Anita y Adela, el marido de la última, Juan y el hijo de ambos, Juanito. El comportamiento de Adela ante la vida y con los que la rodean provoca la infelicidad de todo el grupo familiar.
A sus cincuenta y tantos años, Juan está preparando unas oposiciones a cátedra de la universidad donde trabaja como «encargado de curso». Se deja entender que su situación laboral es bastante apurada, ya que la casa (el decorado) presenta grietas y desconchones que Juan se promete arreglar «si gano la cátedra». Hay una urgencia económica, pero también personal: su esposa le reprocha silenciosamente el no haber alcanzado sus objetivos profesionales.  
A ello hay que añadir la actitud desafiante de Juanito, quien desea abandonar el hogar porque se siente asfixiado en él; la presencia de Anita, la hermana de Adela, que es una muda acusación a su caprichosa actitud; y el gorroneo de Mauro, un pícaro sin suerte. De esta manera, Adela tiene ante sí el catálogo de víctimas que ha ido atesorando por su tremendo egoísmo. Pero todos tienen un juego oculto, unas «cartas boca abajo».

## Personajes
- Juan, cuarenta y cinco o cincuenta años. Se aferra a esta oposición como última oportunidad. Aparentemente honrado y recto, también tiene su «carta boca abajo»: la sorda envidia que siente hacia el profesor Carlos Ferrer, ilustre jurista... y exnovio de Adela.

- Adela, cuarenta años, su mujer. Manipuladora y voluntariosa. Criada por su hermana Ana como la niña mimada, ha hecho siempre su santa voluntad y ha manejado a su antojo el destino de todos cuantos la rodean, para mal, naturalmente. Le quitó el novio a su hermana (el que después será el profesor Carlos Ferrer) y cuando éste se cansa de ella, se casa con Juan por despecho... Todo ello sale a relucir como causa de los males del presente.

- Juanito, unos veinte años. El hijo, engañado por la madre y enfrentado con el padre en una nueva versión del complejo de Edipo pero esta vez azuzado por Adela. Cree odiar a su padre y desea huir al extranjero para respirar con libertad. Su «carta» es el profundo desdén hacia su padre, al que reprocha sus fracasos profesionales.

- Anita, más de cuarenta. Hermana de Adela. Muestra rasgos de afecto a su cuñado y su sobrino, pero está en silencio toda la obra. No está claro si es por voluntad propia (Adela dice que la oye hablar a solas) o por efecto del daño recibido por su hermana, que le quitó su novio y la condenó a una soltería no buscada. Anita es la conciencia que no deja vivir a Adela, su eterno castigo.

- Mauro, cincuenta años. Hermano mayor de Ana y Adela. Pícaro fracasado, metido en mil negocios y sablazos que Juan detesta, es un pobre de espíritu que está a la que salta, mintiendo para poder comer poco y mal. Un personaje casi de sainete si no fuera por la tragedia que lleva consigo. Cumple una importante función: alecciona a su prepotente sobrino sobre los dividendos morales que Juanito reparte cuando estrecha la mano de golfos como él... pero que han triunfado.

## Representaciones destacadas
- Teatro (estreno, en 1957). Dirección: Fernando Granada. Intérpretes: Tina Gascó (Adela), Pilar Muñoz (Anita), José Bódalo (Juan), José Vilar (Juanito), Manuel Díaz González (Mauro).
- Televisión (Estudio 1 de TVE, 25 de junio de 1970). Dirección: Alberto González Vergel. Intérpretes: Cándida Losada, Pilar Muñoz, José Bódalo, José Luis Pellicena, Manuel Díaz González.
- Teatro (Teatro Lavapiés, Madrid, 1981). Dirección: Luis Balaguer. Intérpretes: Victoria Rodríguez, Concha Hidalgo, Fernando Cebrián, Ángel Pardo, Avelino Cánovas.